# Kolskaya
Kolskaya war eine Bohrplattform von Arktikmorneftegasraswedka, die 1985 in Finnland bei Rauma-Repola (seit 1999 Metso) gebaut wurde.
Am 18. Dezember 2011 wurde die Plattform durch das Meer geschleppt. Das war ein Verstoß gegen die Sicherheitsbestimmungen, da der Hersteller ausdrücklich ein Schleppen der Plattform unter winterlichen Bedingungen verboten hatte. Während eines Sturms im Ochotskischen Meer sank die Plattform 200 km von der Küste von Sachalin entfernt. Von den 67 Arbeitern konnten nur 14 gerettet werden.